# Cena Rainera Malkowského
Cena Rainera Malkowského, německy Rainer-Malkowski-Preis, byla založena v roce 2006 na popud nadace Rainera Malkowského Bavorskou akademií krásných umění. Je udělována za německy psaná díla a dotována částkou 30.000 eur.

## Nositelé
- 2006 – Manfred Peter Hein
- 2008 – Adolf Endler a Kurt Drawert
- 2010 – Angela Krauß
- 2012 – Christoph Meckel a Lutz Seiler
- 2014 – Daniela Danz a Mirko Bonné
- 2016 – Klaus Merz a Efrat Gal-Ed